# Петро Тишкевич
Петро Тишкевич (1571, Берестя — 1631) — державний діяч Великого князівства Литовського, представник магнатського роду Тишкевичів, шляхтич гербу «Леліва», граф у Логойську та в Бердичеві.

## Життєпис
Після смерті князя Щенсного Головчинського був каштеляном мінським від 28 липня 1611 р. до 1618 р. і воєводою мінським з 6 вересня 1618 р. до 1631 р., старостою мінським.
Жертвував кошти на будівництво костелу і монастиря домініканців міста Мінську.
- У 1615 р. придбав площу на розі Високого Ринку та перехрестя вулиць Валоцької та майбутньої Домініканської і почав споруджувати кам'яний костел і двоповерховий монастир при ньому.
- 26 січня 1617 р. підтвердив права татар-мусульман на мечеть і виділену під неї земельну ділянку.

## Родина
Він був сином Тишкевича Юрія Васильовича та Теодори Григорівни Волович.
Його брати — Фрідріх, Мартин, Ян Остафій (Ян Остап), Олександр, Єжи та Василь.
Був він одружений з княжною Регіною Головчинською (†1640 р.) донькою каштеляна мінського князя Щенсного Головчинського (?-†1610 р.) й Гальши Ходкевич.
Їх діти:
- Казимир Тишкевич (†1652 р.) підстолій великий литовський (у 1633 р.), стольник великий литовський (у 1638 р.), крайчий великий литовський (у 1642 р.), підчаший великий литовський (у 1644 р.);
- Варвара Тишкевич дружина Діновея;
- Марина[1] (Маріанна) Тишкевич дружина воєводи смоленського Адама Матвія Саковича;
- Софія Тишкевич, 1-й чоловік її Олександр Калецький, 2-й її чоловік був стольник полоцький князь Федір Друцький-Горський;
- Дорота Тишкевич померла ще у дитинстві;
- Христина Тишкевич, 1-й чоловік якої був князь Ян Жижемський[2], а 2-й чоловік — Горський;
- Катарина Тишкевич, дружина маршалка великого литовського Кшиштофа Завиши Кезгайла.

Після смерті Петра Тишкевича його вдова Регіна вдруге вийшла заміж за воєводу мстиславльського і вітебського Кшиштофа Кишку (бл. *1590-†1646 рр.).